# علی بوعشره
علی بوعشره (عربی: علي بوعشرة؛ زادهٔ ۸ سپتامبر ۱۹۴۰) بازیکن فوتبال اهل مراکش بود.
وی همچنین در تیم ملی فوتبال مراکش بازی کرده‌است.